# Église-Neuve-d'Issac
Église-Neuve-d'Issac è un comune francese di 130 abitanti situato nel dipartimento della Dordogna nella regione della Nuova Aquitania.

## Società

### Evoluzione demografica
Abitanti censiti